# 東レアローズ滋賀
東レアローズ滋賀（とうレアローズしが）は、滋賀県大津市の東レ滋賀事業場を本拠地とする東レの女子バレーボールチームである。

## 概要
2000年7月で活動を休止した名門ユニチカ・フェニックス（獲得タイトル計62回の歴代最多を誇った）を東レが同年9月に引き継ぎ、滋賀事業場のある滋賀県大津市を本拠地として活動がスタートした。同年よりVリーグ出場。大津市は、東レの発祥の地であり、かつては東レ男子バレーボールチームの本拠地だった。
チーム名は男子チームと同じアローズ（arrow=矢、矢のように鋭くの意味を込める。）であり、女子も男子と同じ思いで取り組むことを目指すために、チームを引き継いだ時にそのまま採用した。チームマスコットはチーム名の矢をモチーフにした『アローくん』で、そちらも男女共通である。
練習場は大津市内の「東レアリーナ」である。ホームゲームは、Vリーグ時代はホームタウンである大津市の滋賀県立体育館のほかに、東レの工場がある石川県や愛媛県でも開催され、金沢市のいしかわ総合スポーツセンターや松山市の愛媛県武道館などでも開催されていた。
主な獲得タイトルは計16回である。

## 歴史
2000年7月で活動を休止したユニチカ・フェニックスを同年9月に引き継いで、東レ滋賀事業場のある滋賀県大津市にチームを創設。

### Vリーグ
2000/01シーズン、全体移籍後初となる第7回Vリーグでは4位に入る。
2001年に、廃部となった日立ベルフィーユから小玉佐知子、冨田寧寧ら有力な選手が入団。第8回Vリーグではレギュラーラウンドを14勝2敗の圧倒的な成績で1位突破。熊前知加子が3年連続3度目の得点王とベスト6、木村久美がレシーブ賞、冨田が新人賞を獲得する活躍を見せた。しかし、決勝ラウンドで3連敗して4位で終わる。それでも、黒鷲旗全日本大会（以下、黒鷲旗）で優勝し、全体移籍後初のタイトルとなった。
2003年は、元アメリカ代表のモニーク・アダムス、大型新人の大山加奈と荒木絵里香が入団。第10回Vリーグでアダムスが敢闘賞とベスト6、荒木がベスト6、大山が新人賞を受賞する活躍を見せるが準優勝。黒鷲旗では優勝を果たした。2004/05シーズンの第11回Vリーグはアダムスの体調不良などが響き8位で終わる。このシーズンを以って、ユニチカ時代の1995年より指揮していた達川実監督が退任し副部長に就任（翌年デンソーエアリービーズ監督就任）。菅野幸一郎コーチが監督に昇格した。
2005/06シーズン、菅野監督就任1年目の第12回Vリーグは盛り返してレギュラーラウンドで1位争いをするが、最後に競り負けて3位となり、ページシステム方式のセミファイナルラウンド初戦で敗れ4位で終える。

### V・プレミアリーグ
2006/07のV・プレミアリーグ（Vリーグより改称）では6位に留まる。
ここまで全体移籍してからなかなか優勝に至らなかったが、2007年、オープントーナメントとして新設された第1回皇后杯全日本選手権（以下皇后杯）で優勝すると、2007/08V・プレミアリーグでは、荒木、木村沙織、中道瞳らの活躍でレギュラーラウンドを23勝4敗で1位突破し、セミファイナルラウンドも3連勝。そして、優勝決定戦でもデンソーを降してついに悲願の優勝を果たした。皇后杯と合わせて2冠達成。黒鷲旗は準々決勝で敗退し、史上初のメジャー3冠達成はならなかった。2008年度の所属選手では、西脇万里子（現姓：森）、大山加奈、荒木絵里香、木村沙織の4人が全日本女子代表に登録された。
2008/09V・プレミアリーグでは、荒木、木村沙織、中道に加え張越紅がMVPに輝く活躍をし、アタック賞の西脇も活躍をして2連覇を達成。同シーズンの黒鷲旗も制覇して2冠となった。
2009/10V・プレミアリーグでは開幕24連勝を果たすJTマーヴェラスに先行されるものの、最終レグで全勝するなど勢いに乗り、セミファイナルラウンドでも2位に入り優勝決定戦進出。優勝決定戦で快進撃を続けていたJTをストレートで破り、3連覇を達成した。同シーズンの黒鷲旗も連覇を達成し、3シーズン連続となるシーズン2冠も達成した。2010年3月、芝田安希、荒木、濱口華菜里、木村沙織、迫田さおりの5人が全日本女子代表メンバーに登録された。芝田は辞退し5月に引退した。9月、中道が追加登録された。
2010/11V・プレミアリーグは、東日本大震災の影響によりシーズン打ち切りとなり、打ち切り時点での成績がJTを下回り4連覇はならなかった（準優勝）。
2011/12シーズンは、皇后杯で4年ぶりの優勝。V・プレミアリーグでレギュラーラウンド、セミファイナルラウンドを1位で通過し、優勝決定戦でも久光製薬スプリングスをストレートで破り、2シーズンぶりの優勝を果たした。また、2012年4月のAVCアジアクラブ選手権に出場し、準優勝を果たした。
2012年9月、チームの快進撃に大きく貢献してきた木村沙織がトルコのワクフバンク・テュルクテレコムに移籍。戦力的な不安を抱えて臨む2012/13シーズンは、皇后杯では決勝進出するも決勝で久光製薬に敗れ準優勝。V・プレミアリーグはレギュラーラウンドを3位で突破し、セミファイナルラウンドも2勝1敗で優勝決定戦進出を果たすが、優勝決定戦で久光製薬にストレートで敗れ、準優勝に留まる。黒鷲旗も準決勝で久光製薬に敗れる。その後黒鷲旗でも優勝しメジャー3冠全制覇を達成した久光製薬にメジャー3大会で8戦全敗を喫する苦戦ぶりだった。
2013年6月、菅野監督が7月から2年間のJOC海外研修のため監督を退任（総監督就任）し、福田康弘コーチが監督に昇格。また、10月末日を以って、長くチームに貢献し2012/13V・プレミアリーグでもスパイク賞・ブロック賞など5つの個人賞に輝く活躍をしていた荒木が翌春出産予定のため退団（退社）した。2013/14シーズンは3位。2014/15シーズンに木村沙織がワクフバンクより復帰したが、チームは6位と低迷した。2015/16シーズンはテトリ・ディクソンの加入もあり4年ぶりに首位で通過したが、ディクソンが負傷で欠場すると失速しファイナル3で敗れ3位に留まった。
2016/17シーズンより、菅野幸一郎が監督に復帰するが、2016/17、2017/18シーズンと6位に低迷した。

### Vリーグ

#### 2018-19
チームスローガン：執粘
2018年、これまでのVリーグに変わり新生V.LEAGUEが誕生し、1部のDIVISION1に所属。8代目キャプテンに堀川真理が就任し、新外国人選手にはヤナ・クラン、そしてCSMブカレストに移籍した田代佳奈美の代わりに関菜々巳が加入した。
初年度となる2018-19シーズンでは、V・レギュラーラウンドでウェスタンカンファレンス所属となり、5チーム中4位でファイナル8進出（イースタンカンファレンスの全チームより成績が上回り全11チーム中でも4位であった）。ファイナル8ではトップの久光製薬以外の全6チームに勝ち2位に。ファイナル3もJTを相手にゴールデンセットの末制しファイナル進出。ファイナルでは久光製薬を相手に初戦で敗れるも第2戦でフルセットの末勝ちゴールデンセットに持ち込むも、ゴールデンセットで力尽き準優勝に終わる。

#### 2019-20
チームスローガン：躍進
新人選手として金蘭会高校から水杉玲奈、そして下北沢成徳高校から石川真佑、野呂加南子、大﨑琴未の計4人の高卒選手が加入した。2019-20シーズン、V・レギュラーラウンドはスターカンファレンス所属となり6チーム中2位でファイナル8進出。しかし、ファイナル8では上位を争う2チームに連敗し準決勝進出を逃し6位でシーズンを終えた。同年をもって堀川真理と日高萌が引退。

#### 2020-21
チームスローガン：氣迫
菅野が監督を退任してゼネラルマネージャーに就任し、コーチを務めていた越谷章が監督に昇格。9代目キャプテンに入団4年目の黒後愛を抜擢した同シーズンは、日本代表の若手である黒後と石川真佑、関菜々巳の活躍でチームが躍進し連勝を重ねる。令和2年度皇后杯でも決勝まで進出するが、決勝ではJTマーヴェラスに敗れ、準優勝にとどまった。しかし、リーグ戦では連勝が続き21戦全勝でV・レギュラーラウンド1位通過を決めた（コロナ禍による打ち切りのため、1試合未消化のまま終了）。
セミファイナルでもデンソーエアリービーズに勝利し、ファイナルに進出して9シーズンぶりの優勝まであと1勝とするが、ファイナルでは皇后杯決勝で苦杯を喫したJTにまたしても敗れ、リーグ戦初黒星で優勝を逃すという苦い準優勝となった。日本代表の若手3人も会見で肩を落とし、関は涙を流しながら「優勝のチャンスが目の前にある中で自分の納得いくプレーができずに本当に悔しい。すごく後悔してる。」と、キャプテンの黒後は「楽しく激しく東レらしいバレーをテーマにしていたけど、大事な場面で貫き通せなかった自分達がいたのかな。」と話した。同年をもって大野果歩と伊藤望が引退。

#### 2021-22
チームスローガン：頂越
開幕直前に黒後の体調不良による離脱が発表され、急遽白井美沙紀が10代目キャプテンに就任、新人として西川吉野と樫村まどかが加入した。黒後不在で戦力面で不安視されたものの石川、関、小川愛里奈、そして2年連続で得点王に輝くヤナら既存戦力の底上げで上位をキープ。皇后杯も昨年に続き決勝まで進出するが、決勝では久光スプリングスに敗れ、二年連続準優勝にとどまった。その後も2位をキープし、26勝7敗でシーズン終了（うち1勝はコロナ禍による、みなし開催での勝利）。2位通過でファイナル3に進出するが3位の久光に敗れ、3位でシーズンを終えた。一方で3年ぶりの開催となった黒鷲旗ではPFUブルーキャッツを3ｰ1で下し、連覇でシーズンを終えた。同年限りで白井が引退し、アシスタントマネージャーに転じた。

#### 2022-23
チームスローガン：覇気
チーム初のリベロ選手となった11代目キャプテンに中島未来が就任、新人選手として2022年の春高バレーを制した深澤つぐみと、9人制のデンソーテンレッドフェニックスから真鍋くるみが加入。皇后杯は前回に続き決勝に進むが、NECレッドロケッツに敗れ3年連続準優勝となった。V1女子はV・レギュラーラウンドで2シーズンぶりの優勝を果たし、ファイナル4でも2連勝し1試合を残してファイナル進出を決めた。
ファイナルの相手は、皇后杯に続きNECとなり、最初の2セットを取られる展開となるが、第3、第4セットを取り返し、ファイナルに持ち込む。そして、ファイナルセットで14-12とし、11シーズンぶりの優勝に王手をかけるマッチポイントとなるが、そこから4連続失点を喫し逆転負けとなり、あと一歩のところまで来ていた優勝を逃した。同年限りでヤナ、中田紫乃が引退したほか（中田はマネージャーに転身）、石川、黒後ら計6選手が退団した。

#### 2023-24
チームスローガン：克己心
新外国人選手としてチーム初のイタリア人選手となるシルビア・ヌワカロール、5シーズンぶりのアジア枠となるタイ代表のウィモンラット・タナパンが加入。新人選手に谷島里咲と古川愛梨が加入したほか、KUROBEアクアフェアリーズから戸部真由香、埼玉上尾メディックスから吉野優理が加入するなど、陣容を整えた。だが、長きにわたってチームの勝利に貢献してきた石川、ヤナ、黒後ら中心選手が退団した影響もあって、黒星の先行する苦しいシーズンに。皇后杯の準々決勝敗退を始めリーグ戦8位、リーグ戦終了後に行われたV Cupと黒鷲旗は予選ラウンド敗退と、低迷したままリーグ戦を終えた。同年限りで海外移籍を目指し関が退団。井上、吉野、真鍋、西川が引退したほか、タナパン、大﨑がチームを去った。

### SVリーグ
2024/25から始まるSVリーグに合わせ、チーム名を東レアローズ滋賀に変更。

#### 2024-25
チームスローガン：繋
キャプテンにチーム歴代最年少となる21歳の深澤つぐみが就任。海外から田代佳奈美が7年ぶりにチームに復帰した他、オランダ代表のジュリエット・ロホイスが加入、新人の松岡芽生、川副華笑両選手に山下とも、小山愛実、青柳京古、大川愛海、野嶋華鈴の5選手を移籍で迎え、SVリーグ初年度に挑んだ。序盤は勝ち星をなかなか積み重ねられず8位に位置することが多かったが、レギュラーシーズンで1047点を叩き出したヌワカロールがチームを牽引、序盤は不在だった深澤、青柳の復調もあり、一時は5位に浮上するなど最終盤に順位を上げてきた。結果的にリーグ戦は7位となり、迎えたチャンピオンシップ・クォーターファイナルでは2位のNECに敗れ、タイトル獲得はならなかった。シーズン終了をもって山下、ヌワカロールの両選手が退団した 。
個人成績ではトップスコアラーにヌワカロール、トップサーバーに16.9%を記録したロホイスが輝いた。

## 成績

### 主な成績
日韓Vリーグトップマッチ
- 優勝1回（2010年）

Vプレミア、V.LEAGUE DIVISION1（日本リーグ／Vリーグ）
- 優勝 4回（2007年度、2008年度、2009年度、2011年度）

黒鷲旗全日本選手権
- 優勝 6回（2002年、2004年、2009年、2010年、2019年、2022年）

国体成年女子バレーボール6人制
- 優勝 3回（2007年、2011年、2019年）
- 準優勝 2回（2015年）

天皇杯・皇后杯全日本バレーボール選手権大会
- 優勝 2回（2007年度、2011年度）
- 準優勝3回（2012年度、2020年度、2021年度）

### 年度別成績

#### Vリーグ / 実業団リーグ・V1リーグ
| 所属    | 年度             | 最終 順位 | 参加 チーム数 | 試合 | 勝 | 敗 | 勝率  |
| ------- | ---------------- | --------- | ------------- | ---- | -- | -- | ----- |
| Vリーグ | 第7回 (2000/01)  | 4位       | 10チーム      | 18   | 9  | 9  | 0.500 |
| Vリーグ | 第8回 (2001/02)  | 4位       | 9チーム       | 16   | 14 | 2  | 0.875 |
| Vリーグ | 第9回 (2002/03)  | 3位       | 8チーム       | 21   | 12 | 9  | 0.571 |
| Vリーグ | 第10回 (2003/04) | 準優勝    | 10チーム      | 18   | 13 | 5  | 0.722 |
| Vリーグ | 第11回 (2004/05) | 8位       | 10チーム      | 27   | 11 | 16 | 0.407 |
| Vリーグ | 第12回 (2005/06) | 4位       | 10チーム      | 27   | 20 | 7  | 0.741 |

#### V・プレミアリーグ / V・チャレンジリーグ
| 所属     | 年度    | 最終 順位 | 参加 チーム数 | レギュラーラウンド | レギュラーラウンド | レギュラーラウンド | レギュラーラウンド | ポストシーズン | ポストシーズン | ポストシーズン |
| 所属     | 年度    | 最終 順位 | 参加 チーム数 | 順位               | 試合               | 勝                 | 敗                 | 試合           | 勝             | 敗             |
| -------- | ------- | --------- | ------------- | ------------------ | ------------------ | ------------------ | ------------------ | -------------- | -------------- | -------------- |
| プレミア | 2006/07 | 6位       | 10チーム      | 6位                | 27                 | 11                 | 16                 | -              | -              | -              |
| プレミア | 2007/08 | 優勝      | 10チーム      | 1位                | 27                 | 23                 | 4                  | 4              | 4              | 0              |
| プレミア | 2008/09 | 優勝      | 10チーム      | 1位                | 27                 | 20                 | 7                  | 4              | 4              | 0              |
| プレミア | 2009/10 | 優勝      | 8チーム       | 2位                | 28                 | 21                 | 7                  | 4              | 3              | 1              |
| プレミア | 2010/11 | 準優勝    | 8チーム       | 2位                | 26                 | 19                 | 7                  | 中止           | 中止           | 中止           |
| プレミア | 2011/12 | 優勝      | 8チーム       | 1位                | 21                 | 18                 | 3                  | 4              | 4              | 0              |
| プレミア | 2012/13 | 準優勝    | 8チーム       | 3位                | 28                 | 20                 | 8                  | 4              | 2              | 2              |
| プレミア | 2013/14 | 3位       | 8チーム       | 2位                | 28                 | 18                 | 10                 | 4              | 1              | 3              |
| プレミア | 2014/15 | 6位       | 8チーム       | 5位                | 21                 | 10                 | 11                 | 5              | 2              | 3              |
| プレミア | 2015/16 | 3位       | 8チーム       | 1位                | 21                 | 17                 | 4                  | 6              | 3              | 3              |
| プレミア | 2016/17 | 6位       | 8チーム       | 6位                | 21                 | 10                 | 11                 | 5              | 2              | 3              |
| プレミア | 2017/18 | 6位       | 8チーム       | 6位                | 21                 | 8                  | 13                 | 5              | 1              | 4              |

#### V.LEAGUE
| 所属      | 年度    | 最終 順位 | 参加 チーム数 | レギュラーラウンド | レギュラーラウンド | レギュラーラウンド | レギュラーラウンド | レギュラーラウンド | レギュラーラウンド | ポストシーズン | ポストシーズン | ポストシーズン | 備考            |
| 所属      | 年度    | 最終 順位 | 参加 チーム数 | カンファレンス     | 順位               | チーム数           | 試合               | 勝                 | 敗                 | 試合           | 勝             | 敗             | 備考            |
| --------- | ------- | --------- | ------------- | ------------------ | ------------------ | ------------------ | ------------------ | ------------------ | ------------------ | -------------- | -------------- | -------------- | --------------- |
| DIVISION1 | 2018-19 | 準優勝    | 11チーム      | ウエスタン         | 4位                | 5チーム            | 20                 | 13                 | 7                  | 11             | 8              | 3              |                 |
| DIVISION1 | 2019-20 | 6位       | 12チーム      | スター             | 2位                | 6チーム            | 21                 | 14                 | 7                  | 3              | 1              | 2              |                 |
| DIVISION1 | 2020-21 | 準優勝    | 12チーム      | （1リーグ制）      | 1位                | 12チーム           | 21                 | 21                 | 0                  | 2              | 1              | 1              |                 |
| DIVISION1 | 2021-22 | 3位       | 12チーム      | （1リーグ制）      | 2位                | 12チーム           | 33                 | 26                 | 7                  | 1              | 0              | 1              | 不戦勝1を含む。 |
| DIVISION1 | 2022-23 | 準優勝    | 12チーム      | （1リーグ制）      | 1位                | 12チーム           | 33                 | 26                 | 7                  | 4              | 2              | 2              |                 |
| DIVISION1 | 2023-24 | 8位       | 12チーム      | （1リーグ制）      | 8位                | 12チーム           | 22                 | 8                  | 14                 | -              | -              | -              |                 |

#### SV.LEAGUE
| 所属      | 年度    | 最終 順位 | 参加 チーム数 | レギュラーラウンド | レギュラーラウンド | レギュラーラウンド | レギュラーラウンド | ポストシーズン | ポストシーズン | ポストシーズン | 備考 |
| 所属      | 年度    | 最終 順位 | 参加 チーム数 | 順位               | 試合               | 勝                 | 敗                 | 試合           | 勝             | 敗             | 備考 |
| --------- | ------- | --------- | ------------- | ------------------ | ------------------ | ------------------ | ------------------ | -------------- | -------------- | -------------- | ---- |
| SV.LEAGUE | 2024-25 | 7位       | 14チーム      | 7位                | 44                 | 26                 | 18                 |                |                |                |      |

## 選手・スタッフ(2025-26)

### 選手
| 背番号                                      | 名前                   | シャツネーム | 生年月日（年齢）       | 身長 | 国籍     | Pos | 在籍年  | 前所属             | 備考         |
| ------------------------------------------- | ---------------------- | ------------ | ---------------------- | ---- | -------- | --- | ------- | ------------------ | ------------ |
| 1                                           | 田代佳奈美             | TASHIRO      | 1991年3月25日（34歳）  | 173  | 日本     | S   | 2024年- | ガラタサライ       |              |
| 3                                           | 樫村まどか             | KASHIMURA    | 2002年11月6日（22歳）  | 183  | 日本     | MB  | 2021年- | 水戸女子高校       |              |
| 4                                           | 中島未来               | NAKASHIMA    | 1998年3月7日（27歳）   | 169  | 日本     | L   | 2016年- | 九州文化学園高校   |              |
| 5                                           | 松岡芽生               | MATSUOKA     | 2001年5月22日（24歳）  | 165  | 日本     | L   | 2024年- | 九州共立大学       |              |
| 6                                           | 深澤つぐみ             | FUKAZAWA     | 2003年4月17日（22歳）  | 176  | 日本     | OH  | 2022年- | 就実高校           | キャプテン   |
| 7                                           | ジュリエット・ロホイス | LOHUIS       | 1996年9月10日（28歳）  | 190  | オランダ | MB  | 2024年- | カザルマッジョーレ |              |
| 8                                           | 小山愛実               | KOYAMA       | 2002年7月29日（22歳）  | 178  | 日本     | OH  | 2024年- | JT                 |              |
| 9                                           | 川副華笑               | KAWAZOE      | 2001年6月3日（24歳）   | 166  | 日本     | S   | 2024年- | 福岡大学           |              |
| 10                                          | 谷島里咲               | YAJIMA       | 2005年3月8日（20歳）   | 172  | 日本     | OH  | 2023年- | 下北沢成徳高校     |              |
| 11                                          | 青柳京古               | AOYAGI       | 1991年12月16日（33歳） | 182  | 日本     | MB  | 2024年- | 埼玉上尾           |              |
| 12                                          | 古川愛梨               | FURUKAWA     | 2004年4月7日（21歳）   | 184  | 日本     | OH  | 2023年- | 下北沢成徳高校     |              |
| 13                                          | ルシール・ジケル       | GICQUEL      | 1997年11月13日（27歳） | 189  | フランス | OP  | 2025年- | キエーリ'76        | 移籍加入     |
| 15                                          | 林田愛佳               | HAYASHIDA    | 1999年8月19日（25歳）  | 177  | 日本     | MB  | 2025年- | 群馬               | 移籍加入     |
| 16                                          | 大川愛海               | OKAWA        | 2002年4月6日（23歳）   | 176  | 日本     | OH  | 2024年- | トヨタ車体         |              |
| 17                                          | 戸部真由香             | TOBE         | 1997年7月12日（28歳）  | 178  | 日本     | MB  | 2023年- | KUROBE             | 副キャプテン |
| 18                                          | 野嶋華鈴               | NOJIMA       | 1998年11月19日（26歳） | 173  | 日本     | OH  | 2024年- | GSS東京            |              |
| 22                                          | 花岡千聡               | HANAOKA      | 2006年6月13日（19歳）  | 174  | 日本     | S   | 2024年- | 金蘭会高校         | 新人         |
| 24                                          | 結束美南               | KESSOKU      | 2007年1月16日（18歳）  | 173  | 日本     | OH  | 2024年- | 習志野高校         | 新人         |
| 出典：チーム新体制リリース チーム公式サイト |                        |              |                        |      |          |     |         |                    |              |

### スタッフ
| 役職                       | 名前       | 備考 |
| -------------------------- | ---------- | ---- |
| 代表取締役社長             | 山内哲矢   |      |
| 取締役                     | 矢島久徳   |      |
| ゼネラルマネージャー       | 菅野幸一郎 |      |
| 営業担当部長               | 丸茂智彦   | 新任 |
| シニアスタッフ             | 内山晃     |      |
| 監督                       | 越谷章     |      |
| コーチ                     | 中道瞳     |      |
| コーチ                     | 鈴木悠二   |      |
| コーチ                     | 林謙人     |      |
| コーチ                     | 岡本陽     |      |
| アナリスト                 | 川添彪大郎 |      |
| S&Cコーチ                  | 上田大貴   | 新任 |
| メディカルトレーナー       | 菊地悦子   |      |
| チームドクター             | 中西一郎   |      |
| マネージャー               | 中尾梨緒   |      |
| 事務長                     | 高杉洋平   |      |
| 事務局（ユースチーム担当） | 芝田安希   |      |
| 出典：チーム新体制リリース |            |      |

## 在籍していた主な選手
| - 熊前知加子 - 木村久美（初代 主将） - 向井久子（第2代 主将） - 小玉佐知子 - 佐野優子 - 冨田寧寧 - 芝田安希（第3代 主将） - 大山加奈 - 大山未希 - 佐藤美耶 - 築地保奈美 - 森万里子 - 濱口華菜里 - 和田麻里江 - 荒木絵里香（第4代 主将） - 宮田由佳里 - 中道瞳（第5代 主将） - 小平花織 - 二見梓 - 高田ありさ - 下平夏奈 - 木村沙織 - 迫田さおり - 峯村沙紀（第6代 主将） - 田代佳奈美（第7代 主将） - 木村美里 - 野村明日香 - 林有紀奈 - 中川有美（現姓：林） | - 杉原若葉 - 石川真奈 - 日高萌 - 堀川真理（第8代 主将） - 大野果歩 - 伊藤望 - 白井美沙紀（第10代 主将） - 小川愛里奈 - 石川真佑 - 黒後愛（第9代 主将） - 水杉玲奈 - 野呂加南子 - 坂本侑 - 井上奈々朱 - 関菜々巳 - 吉野優理 - 真鍋くるみ - 大﨑琴未 - 西川吉野 | - ベタニア・デラクルス - イェレナ・ニコリッチ - モニーク・アダムス - ミラ・ゴルボビッチ - 張越紅 - シンシア・バルボッサ - リエスベット・ヴァインデヴォーゲル - マノン・フリール - ステファニー・エンライト - ヨンカイラ・ペーニャ - テトリ・ディクソン - カーリー・ウォパット - ケイディ・ロルフゼン - ヤナ・クラン - ウィモンラット・タナパン |

## アンダーカテゴリー
女子チームの東レアローズ滋賀U15が2024年に発足。監督はチームOGの芝田安希が務めている。